# Clanidopsis exusta
Clanidopsis là một chi bướm đêm thuộc họ Sphingidae, chỉ gồm một loài Clanidopsis exusta

## Phân phối
Loài này có ở miền bắc Pakistan (Margalla Hills) và tây bắc Ấn Độ, eastward dọc theo miền nam slopes of Himalaya tới miền trung Nepal và neighbouring parts của Tây Tạng và Hồ Bắc in Trung Quốc.

## Mô tả
Sải cánh dài 70–96 mm. Nó tương tự loài Clanis.

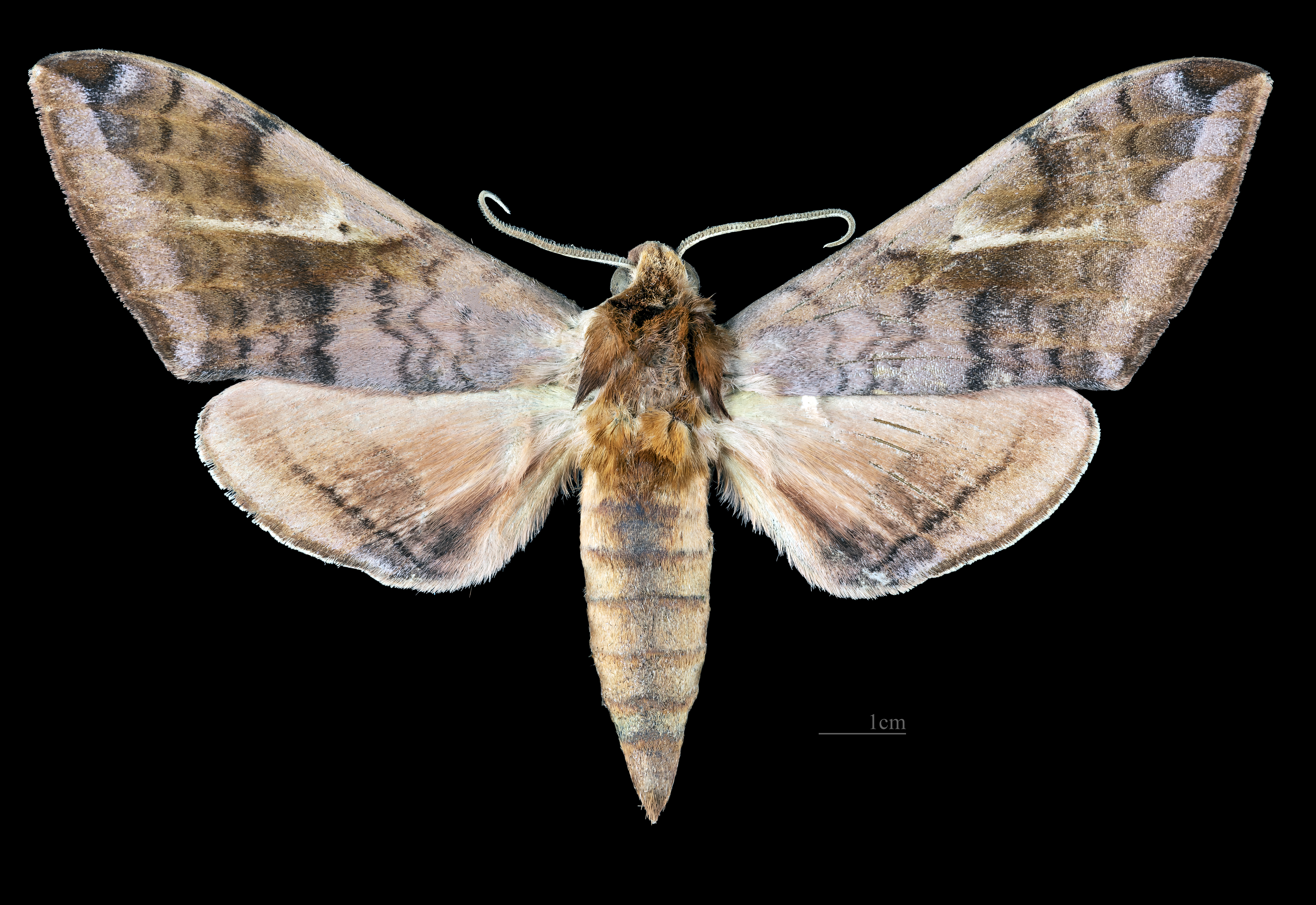
Clanidopsis exusta ♂
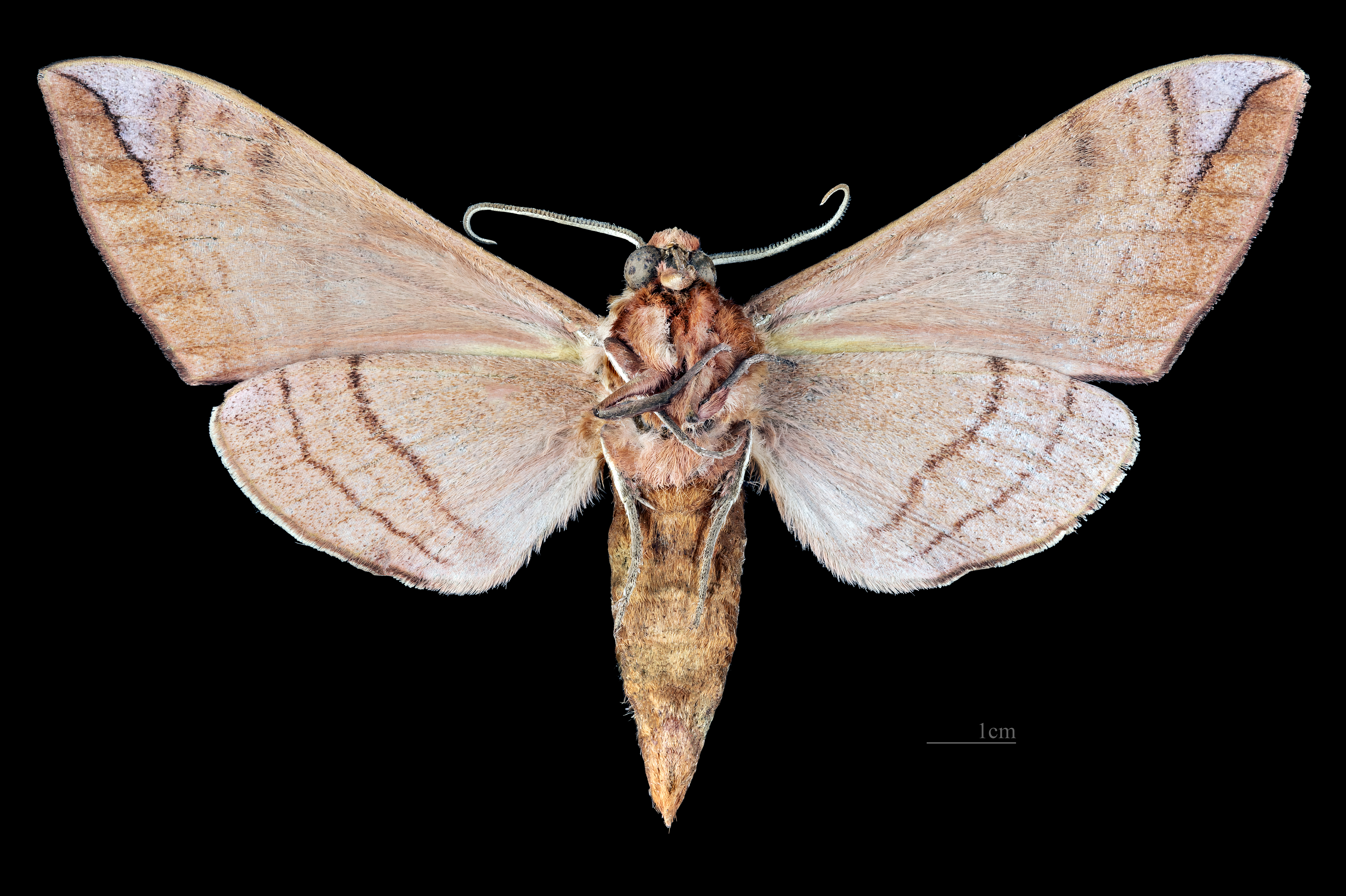
Clanidopsis exusta ♂ △

## sinh học
Ấu trùng ăn các loài Indigofera ở Ấn Độ.